# Carola Saletta
Carola Saletta (Moncalieri, 11 febbraio 1993) è una hockeista su ghiaccio e hockeista in-line italiana, di ruolo attaccante.

## Biografia

### Club
Figlia del giocatore e dirigente federale Dario, ha iniziato a giocare ad hockey su ghiaccio all'età di otto anni.
Con l'All Stars Piemonte ha esordito nel 2007-2008 nel massimo campionato italiano. Nella stagione successiva la squadra disputò sia il campionato italiano che il campionato francese élite, chiusi rispettivamente al terzo e secondo posto. Le buone prestazioni le valsero la convocazione per il campionato del mondo di II divisione giocato a Torre Pellice nel 2009..
Nel 2009-2010, dopo la scomparsa dell'All Stars, fu tesserata dall'Real Torino HC, con cui raggiunse i play-off, venendo eliminate in semifinale dall'EV Bozen Eagles. Nello stesso 2009 e ha giocato il campionato italiano di hockey in-line, vincendolo, con la squadra dei Draghi Torino, e guadagnando anche la nazionale.
Nel 2013 è passata all'EV Bozen Eagles, squadra con cui aveva già disputato negli anni precedenti incontri in EWHL ed in Coppa dei campioni, per tornare poi a Torino per il campionato.
Ha fatto ritorno in Piemonte, alla squadra femminile dei Torino Bulls, a partire dalla stagione 2016-2017.
In occasione del torneo olimpico femminile di Pyeongchang 2018 è stata commentatore tecnico per Eurosport.
Nell'estate del 2019 ha sottoscritto un contratto di un anno con il BOMO Thun, nella massimo campionato svizzero.
Nell'estate del 2020 ha sottoscritto un contratto di un anno con il Lausanne HC Féminin, nella terza serie del campionato svizzero. Il contratto fu rinnovato anche per la stagione 2021-2022, chiusa con la promozione in SHLW B, e per quella 2022-2023, giocata da capitana. 
Per Pechino 2022 ha ripetuto l'esperienza come commentatrice tecnica, questa volta per Discovery+.
Nel 2023-2024 ha giocato in Turchia con lo Zeytinburnu Belediyesi.
Nell'estate 2024 ha fatto ritorno in Svizzera, ingaggiata dal Fribourg-Gottéron Ladies in SWHL A.

### Nazionale
Il primo appuntamento ufficiale con la maglia azzurra fu il mondiale 2009 di Seconda Divisione. Non fu convocata per l'edizione successiva, ma dal 2011 in poi ha giocato tutte le edizioni del mondiale ed i due tornei di qualificazione olimpica a Soči 2014 e Pyeongchang 2018.
Dal 2015 è capitana delle azzurre.

## Palmarès
- Campionato italiano femminile: 3

EV Bozen Eagles: 2013-2014, 2014-2015, 2015-2016
- EWHL: 1

EV Bozen Eagles: 2013-2014